# 特奥多尔·赖曼
特奥多尔·赖曼（1921年2月10日—1982年8月30日），斯洛伐克男子足球运动员，司职守门员。他曾代表捷克斯洛伐克国家队参加1954年国际足联世界杯，结果队伍止步小组赛。